# Rodney Hilton
Rodney Howard Hilton (Grande Manchester, 17 de novembro de 1916 — Birmingham, 7 de junho de 2002) foi um historiador marxista inglês do final do período medieval e da transição do feudalismo para o capitalismo.

## Vida
Hilton nasceu em Middleton, Grande Manchester. Estudou na Manchester Grammar School e ingressou no Balliol College, Oxford em 1935. Lá juntou-se ao ramo estudantil do Partido Comunista. A influência de seus tutores Vivian Galbraith e Richard Southern o atraiu para a história medieval. Obteve um diploma em história moderna em 1938, foi pesquisador Harmsworth Senior Scholar no Merton College entre 1939 e 1940, e obteve seu doutorado em 1940, escrevendo a tese The Economic Development of Some Leicestershire Estates in the Fourteenth and Fifteenth Centuries. Em 1939 casou-se com a colega estudante e comunista Margaret Palmer. Seu único filho, Tim, nasceu em 1941.
Ingressou no exército em 1940, servindo como oficial do 46º batalhão do Regimento Real de Tanques. Durante a Segunda Guerra Mundial, foi colocado primeiro na Itália, depois no Egito, na Palestina e no Líbano. Suas lealdades comunistas atraíram o interesse da inteligência militar britânica e, durante seu serviço, os superiores foram encarregados de monitorar e registrar seus movimentos.
Retornando à Inglaterra, em 1946, Hilton co-fundou o Grupo de Historiadores do Partido Comunista (GHPC) e foi nomeado para um cargo de professor na Universidade de Birmingham, onde permaneceu até sua aposentadoria em 1982. Juntamente com outros membros do GHPC e historiadores não marxistas, fundou a revista Past & Present em 1952. Continuou a ser monitorado pela polícia e pelo MI5, que gravou seus telefonemas e abriu sua correspondência. Estava entre muitos que se retiraram do Partido Comunista em 1956 devido à invasão soviética da Hungria e se envolveram com a emergente Nova Esquerda. Em 1963 foi nomeado Professor de História Medieval e Social, e em 1973 juntou-se ao conselho editorial do recém-formado Journal of Peasant Studies.
Casou-se com sua segunda esposa Gwyneth Joan Evans em 1951, e juntos tiveram dois filhos, Owen e Ceinwen. No entanto, seu casamento não durou e em 1971 ele se casou com a historiadora Jean Birrell, que sobreviveria a ele.
Seus alunos incluíram Peter Coss e Christopher Dyer.
Seus trabalhos são mantidos nas Coleções Especiais da Universidade de Birmingham.

## Obras
Seus trabalhos incluem:
- The Economic Development of some Leicestershire Estates in the 14th & 15th Centuries (1947)
- Communism and Liberty (1950)
- The English Rising of 1381 (1950) (com H. Fagan)
- A Medieval Society: the West Midlands at the end of the thirteenth century (1966)
- The Decline of Serfdom in Medieval England (1969)
- Bond Men Made Free: medieval peasant movements and the English rising of 1381 (1973)
- The English Peasantry in the Later Middle Ages (1975)
- Peasants, Knights, and Heretics: studies in medieval English social history (editor) (1976)
- The Transition from Feudalism to Capitalism (1976)
- Class Conflict and the Crisis of Feudalism (1983)
- "Introduction", in The Brenner Debate: Agrarian Class Structure and Economic Development in Pre-Industrial Europe, ed. por Trevor Aston e C.H.E. Philpin (1985)
- The Change beyond the Change: a dream of John Ball (1990)
- English and French Towns in Feudal Society: a comparative study (1992)
- Power and Jurisdiction in Medieval England (1992)

Festschrift
- Social Relations and Ideas: essays in honour of R. H. Hilton (editado por T. H. Aston) (1983)